# Jordan Robertson
Jordan Robertson (Sheffield, 1988. február 12. –)  angol labdarúgó, jelenleg az angol Farnborough FC játékosa.

## Sikerei, díjai
- Ferencvárosi TC:
  - NB2 bajnok: 2008–09